# Oswaldo Fadda
Oswaldo Baptista Fadda (Río de Janeiro, 15 de enero de 1921 - Río de Janeiro, 1 de abril de 2005) fue un artista marcial brasileño, considerado uno de los más grandes practicantes de jiu-jitsu brasileño de la historia. Uno de los pocos cinturones rojos en dicho arte fuera de la familia Gracie, Fadda se hizo famoso por su serie de victorias contra esta familia y por su voluntad a enseñar jiu-jitsu a habitantes de los barrios pobres de Río de Janeiro en un tiempo en que la práctica de este arte se destacaba por su elitismo. Su legado y linaje es el más prominente en Brasil después del de Carlos Gracie, y vive todavía hoy en equipos como Nova União, Grappling Fight Team, Deo Jiu-Jitsu y Equipe Mestre Wilson Jiu-Jitsu.

## Carrera
De padres italianos, Fadda nació en Bento Ribeiro, un suburbio del norte de Río de Janeiro. A los diecisiete años, se enroló en el ejército como parte de los marines de Brasil para escapar de la pobreza, empezó a entrenar jiu-jitsu bajo el legendario Luiz França, un poco conocido aprendiz del judoca y maestro Mitsuyo Maeda, quien asimismo instruyó a la reconocida familia Gracie.
En 1942, después de que la familia Gracie hiciera famoso el jiu-jitsu brasileño, y al que ellos llamaban "Gracie Jiu-Jitsu", Fadda recibió su cinturón negro de manos de França. Mientras que los Gracie poseían el monopolio casi total de la enseñanza de este arte y cobraban altos precios a las personas de clase alta que podían permitírselo, Fadda empezó a enseñarlo completamente gratis en lugares públicos como parques y playas, a fin de que el arte proveniente históricamente de la élite guerrera japonesa y desarrollado en Brasil dejara de ser un patrimonio exclusivo más de los ricos y poderosos. Oswaldo además consideraba el jiu-jitsu, como una forma de ayudar en la rehabilitación de aquellos con discapacidades físicas o mentales, especialmente las víctimas de la polio. Virtualmente sin ingresos, Fadda se vio obligado a colgar su publicidad en la sección de obituarios del periódico local.
Como es normal dentro de lo comercial, la familia Gracie rápidamente tildó a Fadda de alumno renegado y trató de impedirle montar una academia, pero Fadda lo consiguió de todos modos el 27 de enero de 1950. Fadda y sus estudiantes se especializaron en las temibles luxaciones de rodillas y pies, o leglocks, una sección del jiu-jitsu muchas veces ignorada a la que los Gracie eran especialmente vulnerables.

### Encuentros con la academia Gracie
En 1955, Fadda se sintió satisfecho con su escuela y lanzó un desafío a los Gracie, resumido en un ya famoso anuncio en los periódicos O Globo y Diário da Noite: "Es nuestro deseo retar a los Gracies, a quienes respetamos como formidables adversarios pero que no tememos. Disponemos de 20 pupilos preparados para el desafío".
Al oírlo, Hélio Gracie aceptó el reto y los dos equipos se reunieron en la Academia Gracie. Sorprendentemente para muchos, el equipo de Fadda consiguió una victoria aplastante, utilizando hábilmente las luxaciones de miembros inferiores leglocks para aprovecharse de la posición de guardia de sus oponentes y someterles sin necesidad de superarla. Así mismo, un pupilo de Fadda llamado José Guimarães estranguló hasta la inconsciencia al famoso luchador Leonidas, aprendiz de Gracie quien era considerado imbatible. De esta manera, la escuela se impuso en lo que según fuentes serían 19 de los 20 combates pactados. Después de la batalla, Fadda concedió una entrevista a Revista do Esporte y declaró: "Hemos puesto fin al tabú Gracie", a lo que Hélio respondería aceptando que "es necesario que exista un Fadda para demostrar que el jiu-jitsu no es privilegio de los Gracie".
El éxito en ese desafío se extendió por todo Brasil y esto supuso una expansión del jiu-jitsu. Después de sufrir estas derrotas, los Gracies consideraron a las luxaciones de rodillas y pies (leglocks) como "técnicas suburbanas" , de poca clase y las prohibieron en las competiciones reglamentadas por ellos. Al día de hoy, estos movimientos están mayormente ausentes de los sistemas de entrenamiento Gracie, y solo algunas líneas pertenecientes a Fadda y la luta livre las conservan con plenitud en Brasil.
Sin embargo, a pesar de la aparente unanimidad de las fuentes documentadas, existe una disensión moderna sobre si los alumnos de Fadda ganaron realmente este desafío. Una edición conservada del Diário da Noite de enero de 1955 habla de la academia Gracie saliendo victoriosa en 7 de 14 combates que se habrían celebrado, con la academia Fadda ganando solo 3, y el resto terminando en empate sin resultado. Por otra parte, incluso la biografía oficial de Carlos Gracie escrita por su hija Reila Gracie contiene el resultado originalmente mencionado de 19-1 a favor de Fadda, por lo que la verdad sobre el asunto permanece desconocida.
Al año siguiente, en las preliminares del encuentro entre Waldemar Santana y Carlson Gracie, las dos escuelas volvieron a encontrarse. En esta ocasión, sabedores de la maestría de su oponente con las leglocks, los estudiantes de Gracie se burlaban de sus oponentes gritando "sapateiro!" ("¡zapatero!") cada vez que intentaban alguna, en referencia al acto de asir el pie del rival para ejecutar la técnica. Esta vez, los alumnos de Fadda resultaron vencedores sin controversia.

### Vida posterior
Los miembros de la academia Fadda recibían una corriente casi constante de retos por parte de toda clase de artistas marciales y peleadores callejeros, hasta el punto de que tuvieron que habilitar un horario a la semana para hacerse cargo de estos combates. Aunque no se conservan registros exhaustivos, es de creencia popular que Oswaldo y sus estudiantes jamás perdieron un duelo. Gracias a su apertura, la escuela de Fadda pronto empezó a admitir a muchos de sus antiguos oponentes, como capoeiristas y boxeadores.
Oswaldo alcanzó el noveno rango de cinturón rojo, el máximo honor posible del BJJ para alguien fuera de la familia Gracie. A pesar de ello, siempre humilde, Fadda vivió el resto de su vida en su humilde casa de Bento Ribeiro. Aquejado por la enfermedad de Alzheimer, falleció el 1 de abril de 2005.[cita requerida]